# Silnice II/186

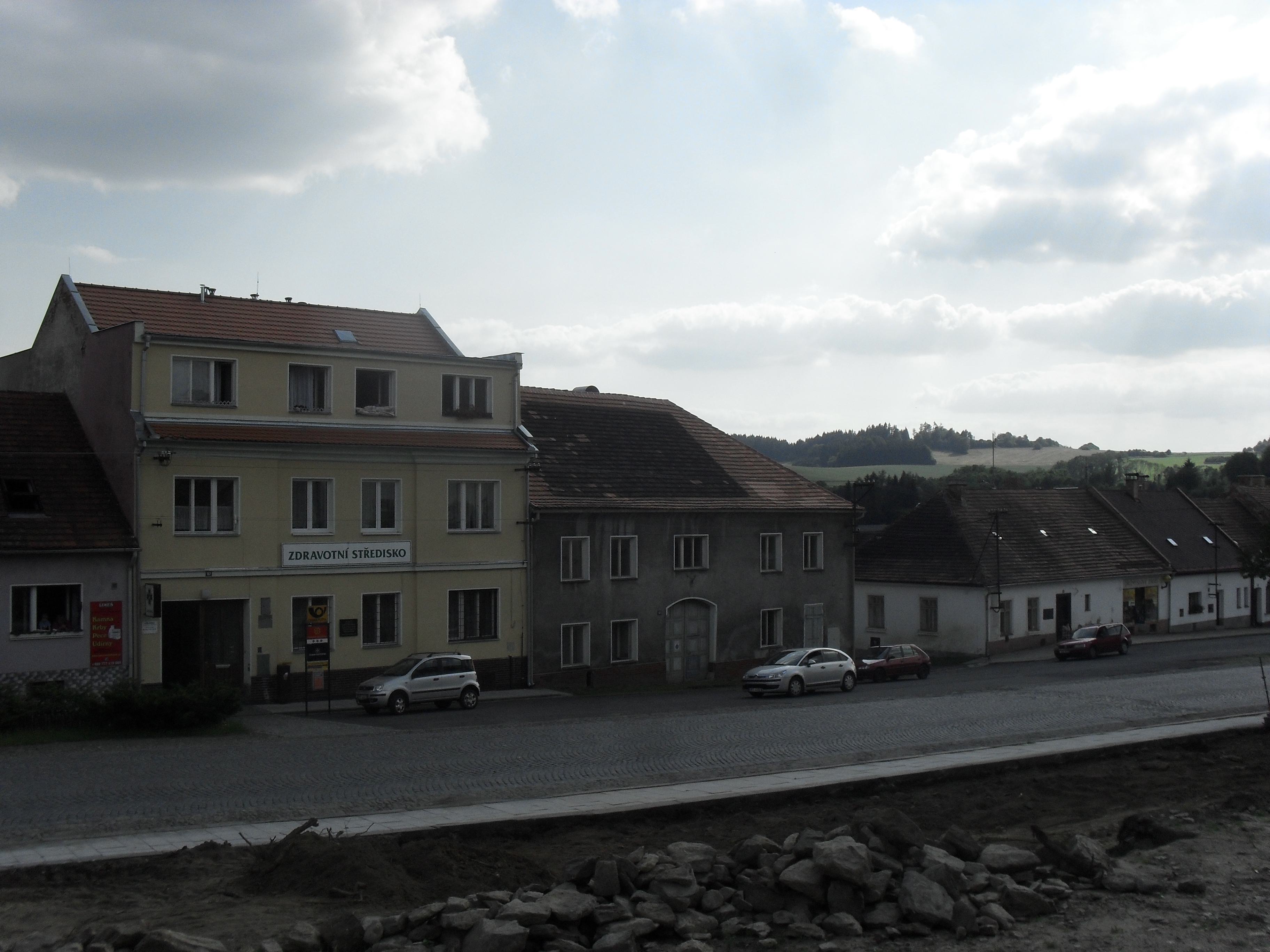
Plánice

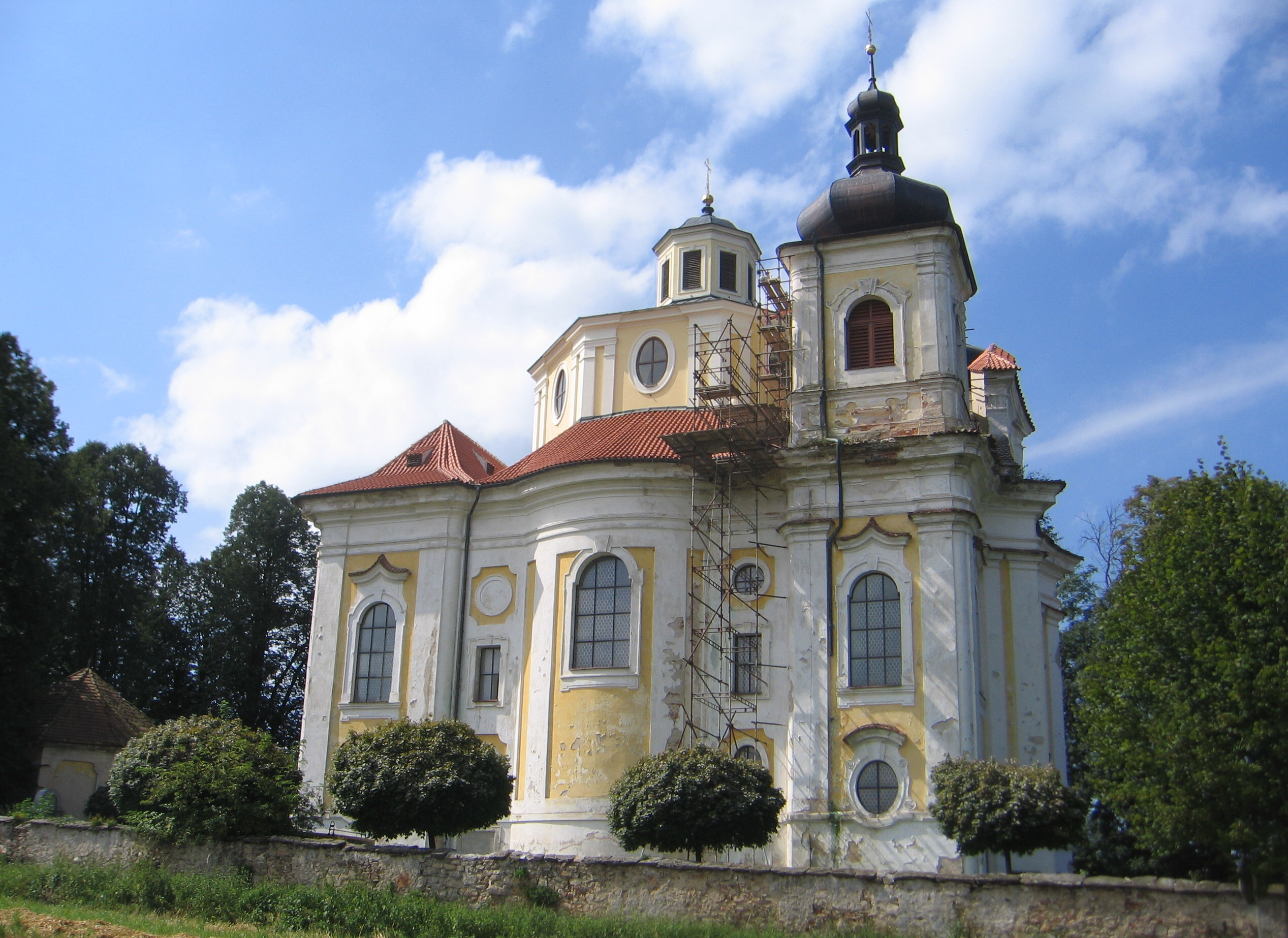
Nicov

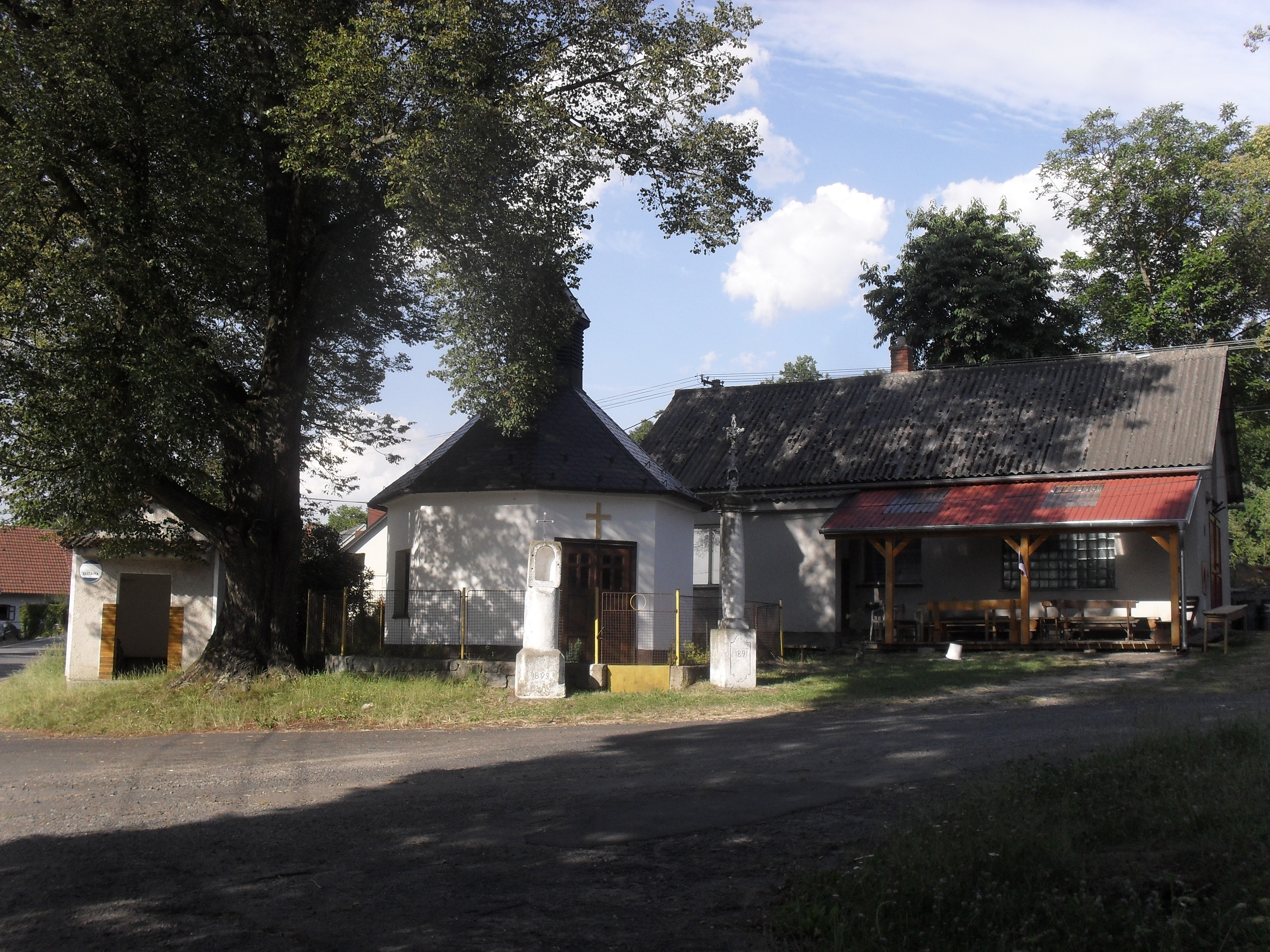
Strážovice

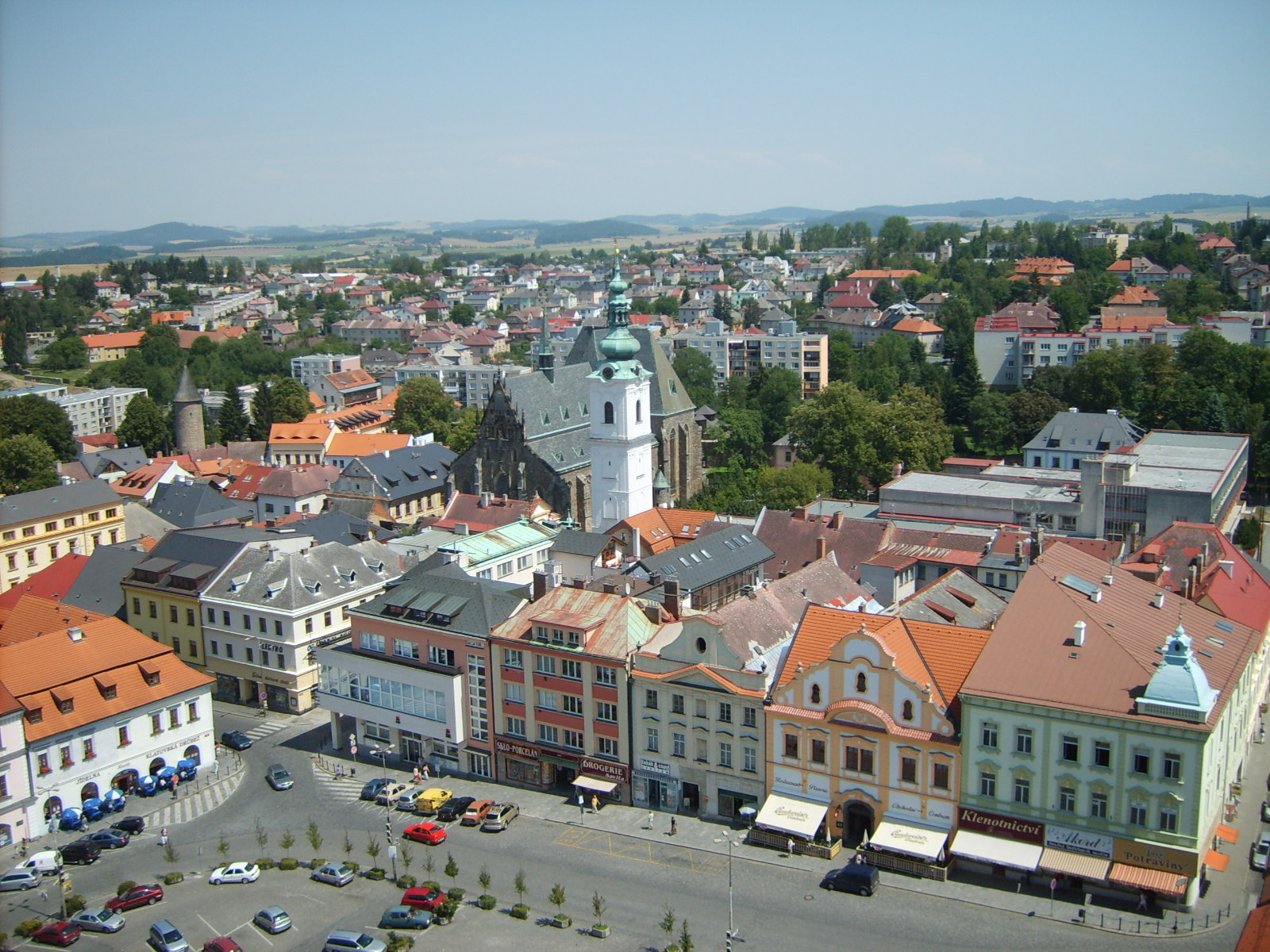
Klatovy

Silnice II/186 je komunikace II. třídy v Plzeňském kraji, která mezi sebou spojuje silnici I/27 v Klatovech se silnicí II/187 (v Plánici) a se silnicí II/188 (těsně před obcí Defurovy Lažany). Samozřejmě ale také spojuje řadu dalších obcí mezi nimi. Silnice se kříží mimoúrovňově se železnicí tratí 190 v Pačejově. Přímo na trase se nenachází žádná čerpací stanice. Mimo trasu jsou však čerpací stanice v Klatovech, v Plánici a v Pačejově. Kromě několika malých potoků tato silnice překračuje na konci Plánice říčku Úslavu. Celková délka silnice je zhruba 31 km.

## Popis trasy
| Vzdál. v km | Místo           | Popis | Nadm. výška |
| ----------- | --------------- | --- | ----------- |
| 0,0         | Klatovy         | začíná výjezdem z I/27 směrem na JVV do ulice Dobrovského a poté ulice Jiráskova.                                                   | 400         |
| 0,6         | Klatovy         | ostře doleva na ulici Plánická a pak již z města ven                                                                                | 427         |
| 2,0         | Klatovy         | za městem odbočka vpravo na III/1861 do Čínova                                                                                      | 442         |
| 3,5         |                 | odbočka vlevo na III/1864 do Slavošovic                                                                                             | 424         |
| 5,4–6,2     | Bolešiny        | průjezd obcí | 410–440     |
| 7,8         | Myslovice       | průjezd obcí | 450         |
| 8,7         | Kroměždice      | v obci odbočka vlevo na III/1865 do Pečetína                                                                                        | 490         |
| 11          | Vítkovice       | cca 300 m před obcí odbočka vlevo na III/1866 do Zbyslavi; vpravo místní komunikace                                                 | 565         |
| 12          |                 | odbočka vlevo na III/1867 do obce Újezd u Plánice                                                                                   | 535         |
| 15          | Plánice         | nájezd na silnici II/187 a přes náměstí společně cca 330 metrů                                                                      | 555         |
| 15,3        | Plánice         | II/186 pokračuje přímo, II/187 odbočuje vpravo                                                                                      | 565         |
| 15,9        | Plánice         | most přes řeku Úslavu | 530         |
| 17          | Nicov           | odbočka vlevo na III/1868 do Lovčic                                                                                                 | 577         |
| 18          | Zborovy         | odbočka vpravo na III/18610 do Velenov                                                                                              | 565         |
| 21          | Žďár            | prudce vlevo, (přímo vede místní komunikace)                                                                                        | 508         |
| 23          |                 | po pravé straně kompresorová stanice                                                                                                | 542         |
| 24          |                 | odbočka vlevo na III/18612 do Loužné                                                                                                | 530         |
| 25          | Strážovice      | vpravo odbočka na III/18613 do Neprochov                                                                                            | 548         |
| 27          | Pačejov-nádraží | nadjezd přes železniční trať Plzeň – České Budějovice a pak ihned křižovatka s III/18614 vpravo do vsi a vlevo k nádraží a do Olšan | 533         |
| 29          |                 | v lese odbočka vpravo na III/18631 do obce Maňovice                                                                                 | 560         |
| 31          | Defurovy Lažany | silnice končí zhruba 100 m před Defurovými Lažany napojením na silnici II/188.                                                      | 540         |